# 사우스더비셔

사우스더비셔의 위치

사우스더비셔(영어: South Derbyshire)는 잉글랜드 더비셔주에 위치한 비도시 자치구로 중심 도시는 스와들린코트이며 인구는 98,374명(2014년 기준), 면적은 338.1km2이다.